# Tema musical
El propósito de una canción temática es a menudo similar a la de un leitmotiv. Tales canciones también se pueden utilizar de otras maneras. Un autor ha hecho un amplio uso de ellas en un esfuerzo para explorar los sentimientos detrás de la cosmovisión.
La canción temática de una frase o melodía de la firma también se puede usar para referirse a una canción insignia que se ha hecho especialmente asociado a un intérprete o ejecutante o dignatario en particular; y es de uso frecuente, ya que lo hacen como una entrada.
Coloquialmente, un tema musical es una pieza  que puede tener letra y es sinónimo de canción y además  se escribe a menudo específicamente para un programa de radio, programa de televisión, videojuego o película, y por lo general se reproduce durante la secuencia de apertura (el tema de apertura) o de cierre (el tema de cierre), en general acompañando los créditos.

## Propósito
El propósito de la música es establecer un estado de ánimo para el espectáculo y para proporcionar una señal audible que indique que un programa en particular está empezando, y fue especialmente útil en los primeros días de la radio. En algunos casos, incluyendo The Brady Bunch, Gilligan's Island, The Fresh Prince of Bel-Air, ambas versiones de Land of the Lost (1974 y 1991), The Nanny y The Beverly Hillbillies la letra de la canción temática proporcionan una cierta exposición necesaria para las personas no familiarizadas con el espectáculo.
Además, ciertos temas musicales utilizan partituras de orquesta o el estado de ánimo del equipo de música original para el espectáculo, como la canción temática de Batman: The Animated Series, que fue extraído del tema para la película de Batman en 1989 creada por Danny Elfman y establece el estado de ánimo de los dibujos animados. Otro ejemplo es el tema musical para Doctor Who de Ron Grainer. Otros espectáculos utilizan remixes o cubiertas de las canciones más antiguas, como la canción temática de la serie animada de Spider-Man (1994-1998), que contó con una cubierta reelaborada de la canción temática de los dibujos animados clásicos Spider-Man de la década de 1960. La canción fue interpretada por Joe Perry, guitarrista líder de Aerosmith.

## Celebridades
En los primeros años de la televisión y la radio, las celebridades a menudo tenían una canción insignia asociada con ellas, que se convirtió en su tema musical. Esta música se reproducía cuando una celebridad estaba a punto de aparecer, a menudo interpretada por una banda, si la celebridad estaba apareciendo en programas de entrevista. Por ejemplo, la canción temática de Bob Hope, que casi siempre precediá su aparición, fue Thanks for the Memory. En otro ejemplo, el tema musical de Lucille Ball fue Hey, Look Me Over. Otras celebridades tendrán el tema musical interpretado por su papel más notable; por ejemplo, tocando el tema de Indiana Jones cuando Harrison Ford es el invitado.
La práctica de la reproducción de un tema musical específico para una celebridad se extiende hasta hoy en día los programas de entrevistas de la televisión. Si un programa de entrevistas para los invitados no tiene un tema musical, la banda a veces les proporcionará una, que a menudo puede implicar mensajes subrepticios de la banda acerca de la celebridad. Por ejemplo, cuando el político Michele Bachmann apareció en Late Night with Jimmy Fallon durante su campaña a la presidencia, la banda de la casa de color negro, The Roots interpretaron la canción Lyin' Ass Bitch, como un apoyo de la banda hacia el candidato de la oposición, Barack Obama. Esta controversia llevó a que Fallon presuntamente colocara a la banda en "prueba" para tal rudeza, aunque ningún castigo o reproche de la banda se demostró al público.

## Popularidad
El tema musical ha sido una característica de la mayoría de los programas de televisión desde la creación del medio, como lo fue para los programas de radio ancestrales que proporcionaban su inspiración. Los programas han utilizado el tema musical en una gran variedad de estilos, a veces adaptadas de canciones ya existentes, y un poco compuesta específicamente para el propósito. Algunos han sido liberados comercialmente y se han convertido en éxitos populares; los ejemplos incluyen el tema musical del título de Rawhide, tocado y grabado por el cantante popular Frankie Laine; el tema musical de Días felices (1974-1984) interpretado por Pratt & McClain; el tema musical para Laverne & Shirley, interpretado por Cyndi Grecco; el tema musical para Friends, "I'll Be There For You", que fue un éxito para The Rembrandts; el tema musical de S.W.A.T., que fue un éxito para Rhythm Heritage; el tema musical de Pokémon (conocido como "Tema Pokémon" en la banda sonora de 2.B.A. Master), que fue un éxito durante mucho tiempo para Jason Paige; y el tema musical de Drake & Josh, "Found a Way", que fue un éxito para Drake Bell. La canción temática de iCarly, "Leave It All To Me", fue un éxito para Miranda Cosgrove y sus características en Drake & Josh con la coestrella Drake Bell, alcanzando el número 100 en el Hot 100 de Billboard. Jan Hammer ha tenido un gran éxito con el tema musical de Miami Vice en la década de 1980. "Theme From Dr. Kildare (Three Stars Will Shine Tonight)", grabado por Richard Chamberlain, la estrella de la serie de televisión, estuvo en 1962 dentro de un top 10 y en un top 20 en el Reino Unido; Believe It or Not de The Greatest American Hero, un segundo éxito para Joey Scarbury en 1981. El tema musical para la serie anime, Baka and Test, "Perfect-area Complete!", fue un éxito para Natsuko Aso, alcanzando el puesto número 18 en el Oricon Singles Chart.
Otros temas, como la música para The Young and the Restless, Days of Our Lives, y Coronation Street se han convertido en un icono en su mayoría debido a la longevidad de los respectivos espectáculos. A diferencia de otros, estos seriales no se han desviado del tema original y además mezclan mucho, en todo caso, es lo que les permite ser conocidos por varias generaciones de televidentes.
En el Reino Unido, espectáculos deportivos icónicos tienen este tipo de asociaciones fuertes con su música temática que los propios deportes son sinónimo de las melodías temáticas, tales como el fútbol (con el tema "Match of the Day"), el críquet (Booker T. & the M.G.'s, "Soul Limbo"), competencias de motor ("Motor Sport" de Roger Barsotti y la línea de bajo de "The Chain" de Fleetwood Mac), tenis ("Light and Tuneful" de Keith Mansfield), snooker ("Drag Racer" de Doug Wood Band), esquí ("Pop Goes Bach", el tema musical para Ski Sunday). Temas musicales en los Estados Unidos que se han asociado con un [Deportes|deporte]] incluyen "Heavy Action" de Johnny Pearson (utilizado durante muchos años como una introducción a Monday Night Football), "Roundball Rock" (compuesto por John Tesh como el tema musical para la NBA on NBC durante la década de 1990 y principios de 2000), "Bugler's Dream" (usado en la ABC y en la cobertura de los juegos Olímpicos de la NBC), y el tema musical para el espectáculo más destacado en deportes de ESPN, "SportsCenter". Un tema musical destacable que una vez que se asoció con un deporte, pero debido a su popularidad, se extendió en toda la red fue "NFL on Fox", que ahora es utilizado para transmisiones de MLB en Fox y NASCAR en Fox, y es considerado como único tema musical de la red hasta antes de octubre de 2010. En Canadá, alzando los tiempos débiles del tema musical "Hockey Night in Canada" y llegó a ser tan icónica que la pieza se llama a veces el "segundo himno nacional" de Canadá. Se convirtió en una especie de escándalo nacional cuando el locutor de televisión, CBC perdió los derechos para utilizar el tema musical en 2008.
La mayoría de los programas de televisión tienen, un tema musical melódico específico, aunque sólo unas pocas notas (como el clip de música que se desvanece dentro y fuera de la secuencia del título de Lost, o el sonido de pulsación de las hélices del helicóptero en el tema musical de Airwolf). Una excepción es 60 Minutes, que cuenta sólo con la mano que hace tictac de un cronógrafo en TAG Heuer. Otra excepción reciente es Body of Proof que no tiene ningún tema, y apenas si tiene una secuencia de título.

### Remixes
Es notable la serie Law & Order, que comenzó con un tema musical para Law & Order, y remezclado para sus cuatro spin-offs: Law & Order: Special Victims Unit, Law & Order: Criminal Intent, Law & Order: Trial by Jury y Law & Order: LA. Otros espectáculos relacionados son Crime & Punishment, New York Undercover. Arrest & Trial y Stars Earn Stripes también salieron al aire con un remix del tema musical.
CSI: NY utiliza la primera estrofa de "Baba O'Riley" para su secuencia de apertura, pero con una versión remezclada de la pista instrumental.

### Radio
Los programas de radio con tema musical notable incluyen Just a Minute, que utiliza una versión de alta velocidad de la Minute Waltz de Frédéric Chopin; The Archers, que tiene a Barwick Green; Desert Island Discs que tiene By the Sleepy Lagoon, y The Rush Limbaugh Show, que utiliza el instrumental de "My City Was Gone".
En entrevistas por radio, una canción temática diferente se utiliza a menudo para introducir cada segmento, y la música (por lo general la música popular de algún tipo) a menudo se relacionan con el tema que se discute. John Batchelor destaca por su uso de partituras orquestales altamente dramáticas que conducen hacia dentro y hacia fuera de cada segmento de su programa semanal.

### Videojuegos
Muchos videojuegos cuentan con una canción que es distintiva de la serie. Una muy popular hasta la fecha es "Prelude Theme" de la serie, Final Fantasy, que se reproduce en la mayoría, si no son todas las pantallas del título de los videojuegos originales, más notablemente desde Final Fantasy I hasta Final Fantasy IV. Los más nuevos también cuentan con el tema musical, aunque por lo general modernizado, y reproducido durante los créditos finales. También, cada videojuego de Grand Theft Auto tiene un tema musical principal característico y GTA V tiene aún una partitura original. identifica que es mejor escuchar música utilizadas en los videojuegos de alto rendimiento